# کری (کالیفرنیا)
کری (به انگلیسی: Cory) یک منطقهٔ مسکونی در ایالات متحده آمریکا است که در شهرستان گلن، کالیفرنیا واقع شده‌است. کری ۷۱ متر بالاتر از سطح دریا واقع شده‌است.